# Восход 250 СКУ-5
Восход 250 СКУ-5 — спортивный кроссовый уникальный мотоцикл Ковровского завода имени Дегтярёва.

## Описание
С 1965 года завод вёл большую работу над спортивными кроссовыми моделями класса до 250 см³, увеличивая мощность двигателя, повышая надёжность. Результатом этой работы стала новая уникальная модель СКУ-5. Мотоцикл имел двухтактный одноцилиндровый двигатель с многоканальной продувкой цилиндра. Материал цилиндра выполнен из алюминия с запрессованной чугунной гильзой. Для уменьшения массы картер и ряд деталей (маятниковый рычаг задней подвески, реактивные тяги, корпус воздушного фильтра, бензобак, тормозной рычаг, детали передней вилки) изготовлены из алюминиевых сплавов, а щитки, каркас седла, боковые кожухи – из пластика. Эту и последующие модели называли 250ка (двухсотпятидесяткой). Они имели более высокие технические показатели, чем простые кроссовые модели серии СК. Их комплектовали импортными деталями. Двигатель оснащался английским карбюратором «Bing» с центральной смесительной камерой. Система зажигания – электронная, бесконтактная. Специальное устройство обеспечивало постоянное натяжение цепи независимо от перемещения заднего колеса. Рама дуплексного типа, охватывающая двигатель с двух сторон, была сварена из высоколегированных стальных труб. По надёжностным характеристикам мотоцикл должен был сохранять заданные параметры в течение 7 кроссов и 15 тренировок.